# Epagat
Epagat  (en llatí Epagathus) fou un llibert que va exercir (juntament amb Teòcrit) gran influencia sobre Caracal·la i el seu successor Macrí.
Després de la batalla d'Antioquia Macrí li va encarregar que portés al seu fill Diadumenià a l'Imperi Part per posar-lo sota la protecció d'Artaban V de Pàrtia. Més tard apareix vinculat amb la mort de Domici Ulpià, i es deia que havia tingut lloc per les seves maquinacions, però les circumstàncies són molt confuses. Alexandre Sever, per evitar que es produïssin tumults, el va enviar com a prefecte d'Egipte, però poc després el va enviar a Creta on el va fer matar.